# Michigan v. Jackson
Michigan v. Jackson ist ein am Obersten Gerichtshof der Vereinigten Staaten verhandelter Fall zur Frage, ob Aussagen einer Verdachtsperson ohne Beisein eines Anwalts in einer auf Initiative der Polizei begonnenen Befragung gerichtlich verwertbar sind, wenn sich diese Person zu einem früheren Zeitpunkt bereits auf ihr im 6. Zusatzartikel festgeschriebenes Recht auf einen Anwalt berufen hat.

## Hintergrund
Robert Bernard Jackson war des Mordes und der Verschwörung zum Mord an dem Ehemann einer mit ihm bekannten Frau angeklagt. Nach seiner Festnahme wurde er ordnungsgemäß über seine Rechte aufgeklärt und berief er sich auf sein verfassungsmäßiges Recht auf einen Pflichtverteidiger. Am folgenden Tag wurde er von zwei Polizeibeamten auf deren Initiative hin ohne Beisein seines Anwalts verhört und gab dort an, das Opfer erschossen zu haben. Vor Gericht wurde er daraufhin wegen Mordes verurteilt. Ein Berufungsgericht bestätigte die Verurteilung. Der Oberste Gerichtshof des Bundesstaates Michigan hob die Verurteilung jedoch wieder auf, da das Verhör ohne Beisein seines Anwalts unrechtmäßig gewesen sei. Der Staat Michigan legte letztinstanzliche Berufung beim Obersten Gerichtshof der Vereinigten Staaten ein.

## Urteil
Mit einer Mehrheit von 6 der insgesamt 9 Richterstimmen erklärte das Oberste Gericht das Verhör ohne Beisein des geforderten Anwalts für unzulässig. Sobald eine Verdachtsperson ihr Recht auf einen Anwalt geltend gemacht habe, dürfe von der Polizei initiierte Kommunikation nur noch über den Anwalt an die Verdachtsperson gerichtet werden. Wird die Verdachtsperson direkt von der Polizei angesprochen und ohne Beisein des Anwalts verhört, sind gemachte Aussagen vor Gericht nicht verwertbar.
Das Urteil des Gerichts wurde im Jahr 2009 teilweise wieder aufgehoben. Im Fall Montejo v. Louisiana urteilte das Gericht, die Polizei dürfe ein Verhör einer Verdachtsperson selbst initiieren, wenn das Recht auf einen Anwalt nicht explizit geltend gemacht wurde, beispielsweise bei der Bestellung eines ein Pflichtverteidigers durch ein Gericht.